# Будівля Харківської міської ради
Будівля Харківської міської ради — пам'ятка архітектури і містобудування місцевого значення в Харкові, місце засідань міської ради та мерії. Розташована в Шевченківському районі міста на майдані Конституції. Споруджена протягом 1883—1885 років за проєктом архітектора Болеслава Михаловського, будівля двічі перебудовувалась у 1930—1932 та 1946—1954 роках. Під час ракетної атаки Росії на Харків 2 березня 2022 року будівля зазнала серйозних пошкоджень.

## Історія

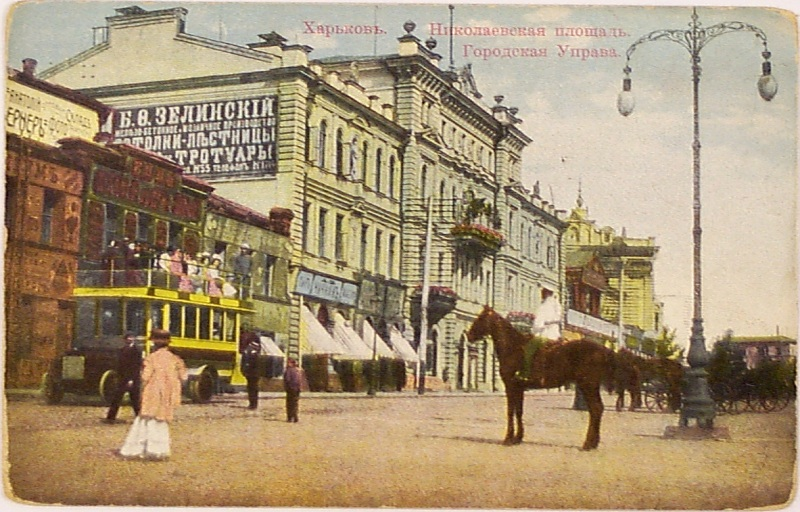
Листівка з зображенням будівлі Харківської міської думи. Кінець ХІХ століття.

Перша будівля тогочасної міських думи і управи Харкова була побудована протягом 1883—1885 років за проєктом архітектора Болеслава Михаловського в силі французького ренесансу. Початково будівля являла собою триповерхову споруду з чотириповерховою центральною надбудовою та мала багате зовнішнє оздоблення: декоративні вазони, статуї, колони; перший поверх був відданий під комерційні заклади.
У 1930—1932 роках вже за радянської влади будівля була перебудована і розширена. Авторами нового проєкту виступили архітектори Віктор Троценко, Валентин Пушкарьов і Володимир Петі, поєднавши елементи конструктивізму з ар-деко. Будівля стала п'ятиповерховою та втратила оригінальні елементи декору, зберігши проте обриси оригінальної споруди, зокрема два ризаліти в центральній частині старого фасаду, а також у розміщенні вікон; крім того, у південній частині був побудований домінантний елемент — кутова вежа з годинником. Планувалося також звести дзеркальну будівлю на місці колишнього магазину Пономарьова та Рижова, та Палацу Праці, а також поєднати їх мостами на рівні п'ятого поверху. Однак проєкт не був реалізований.
Протягом Другої світової війни будівля міськвиконкому була серйозно пошкоджена — відтак постало питання у новій реконструкції. Відбудова за проєктом В. Костенка, Ю. Чеботарьова, В. Харламова та Д. Зеліченка тривала 8 років і завершилась 1954 року. Протягом цих років було надбудовано новий ярус вежі, увінчаний обелісками по кутах, а поміж вікон з'явилися квіткові орнаменти в українській стилістиці. Відновлена будівля з'єднала в собі ознаки ар-деко зі сталінським ампіром.
Будівля міської ради разом з деякими іншими будівлями комунальної власності з 2011 року слугувала заставою по кредиту для реконструкції Центрального парку Харкова; 2023 року місто погасило усі боргові зобов'язання й споруда повернулася до власності громади.
У серпні 2021 року на фасаді міськради було встановлено меморіальну дошку на честь мера міста у 2010—2020 роках Геннадія Кернеса.
Будівля була пошкоджена внаслідок російського ракетного удару по майдану Конституції 2 березня 2022 року. Хоча споруда й не зазнала прямого влучання ракет, вибуховою хвилею й уламками ракет були пошкоджені вікна та фасад. Міністерство культури та інформаційної політики України підрахувало, що на відновлення будівлі після удару потрібно 200 млн гривень.
Попри рух з декомунізації будівля міської ради тривалий час уникала демонтажу радянської символіки з фасаду. Вже після початку російського вторгнення у 2022 році було вирішено демонтувати радянські герби з фасаду та замінити герб Української РСР на вежі гербом Харкова. Станом на 2025 рік радянський герб та інші символи досі не демонтовано, а закрито полотном.

## Галерея

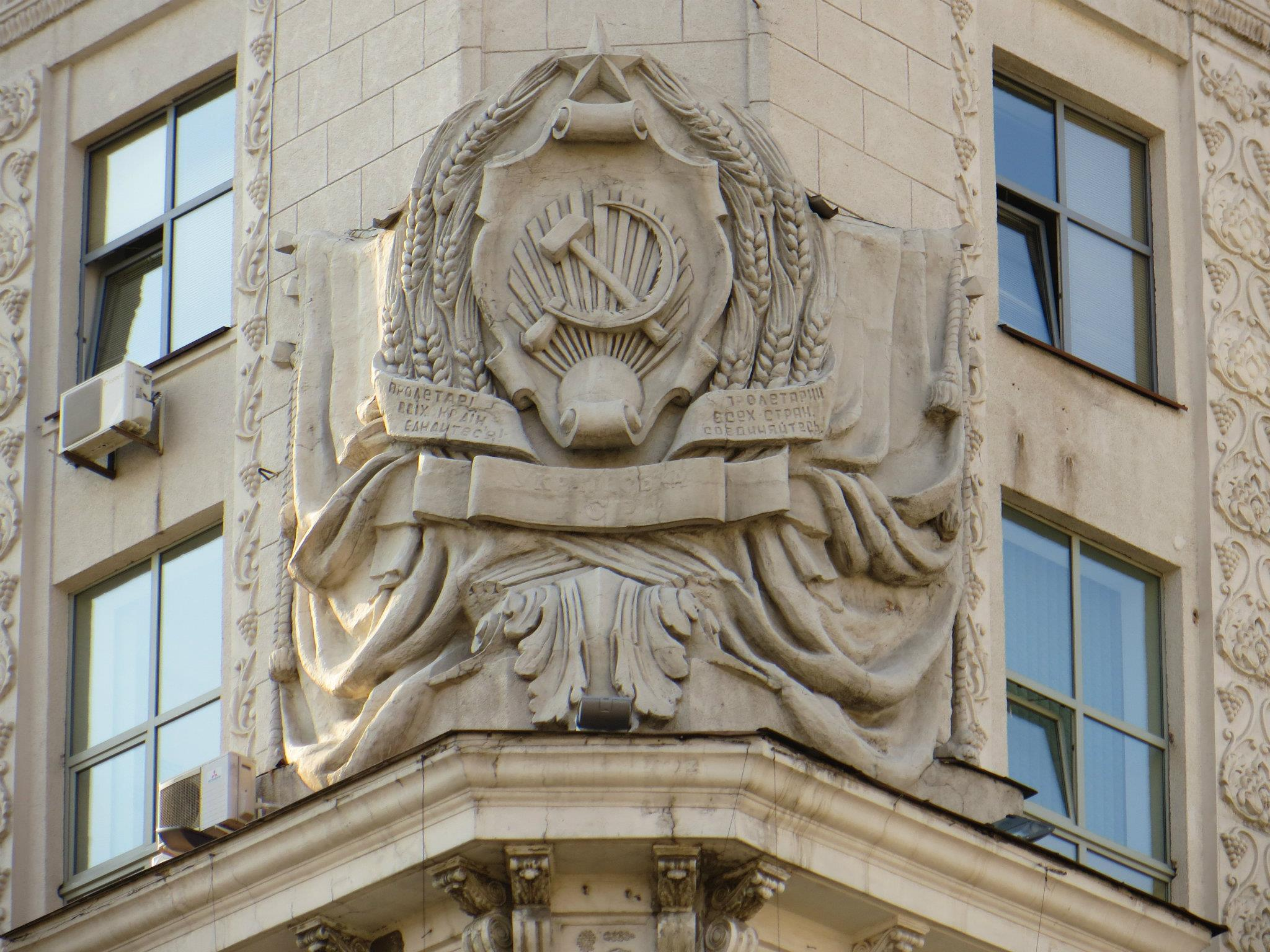
Герб УРСР на вежі, який невдовзі буде демонтований.
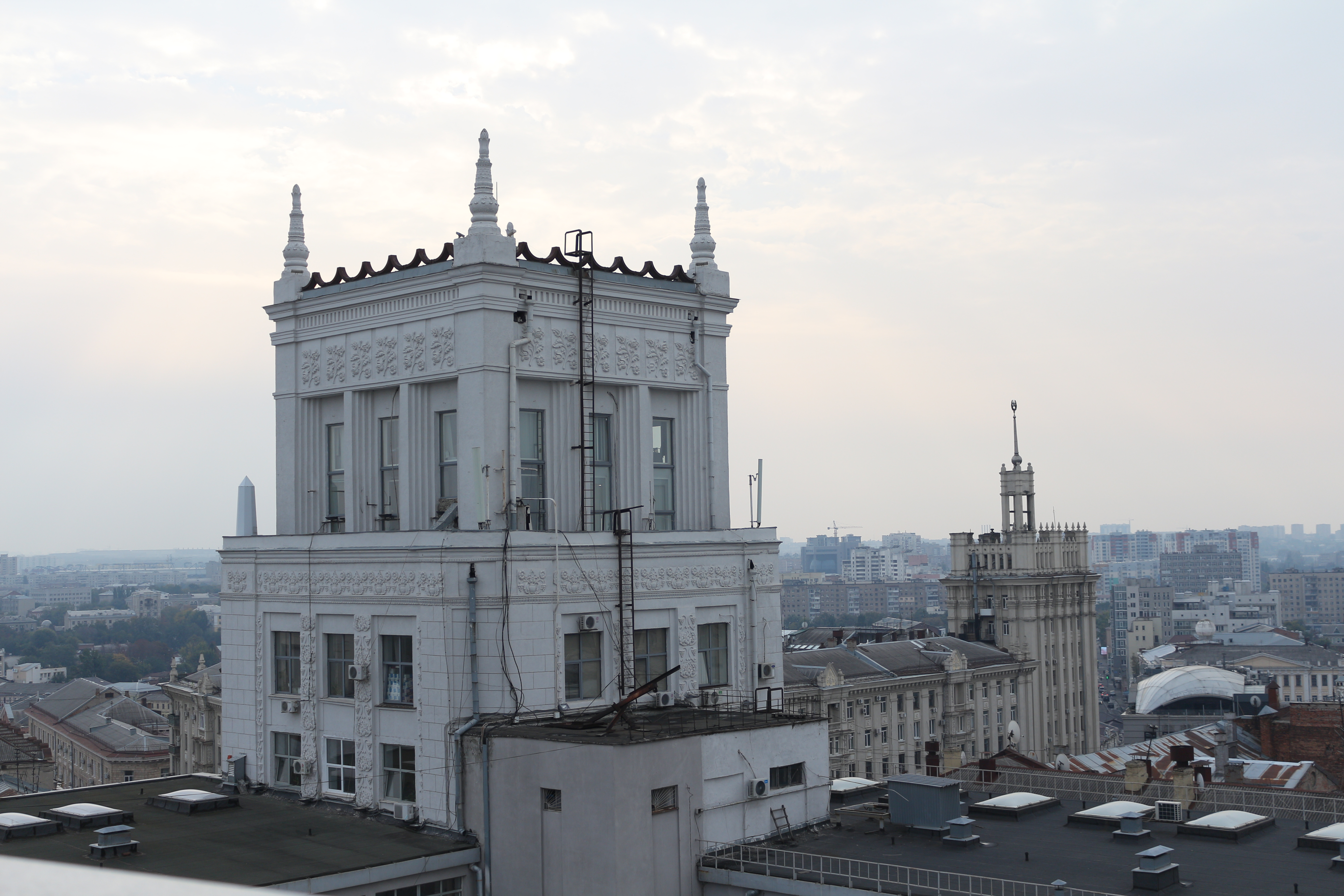
Двоярусна вежа міської ради.
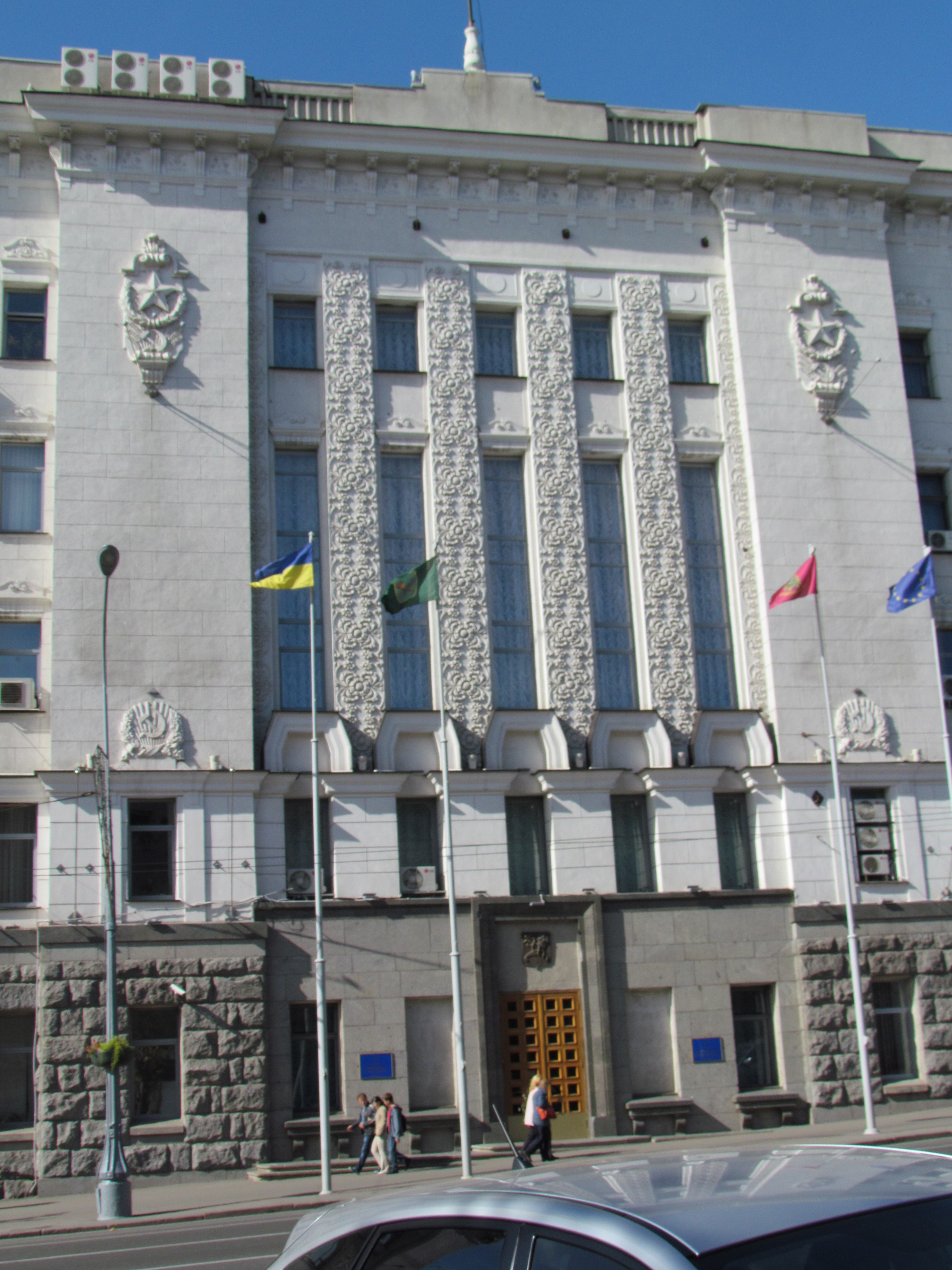
Головний фасад: поєднання національних елементів декору та радянської символіки.
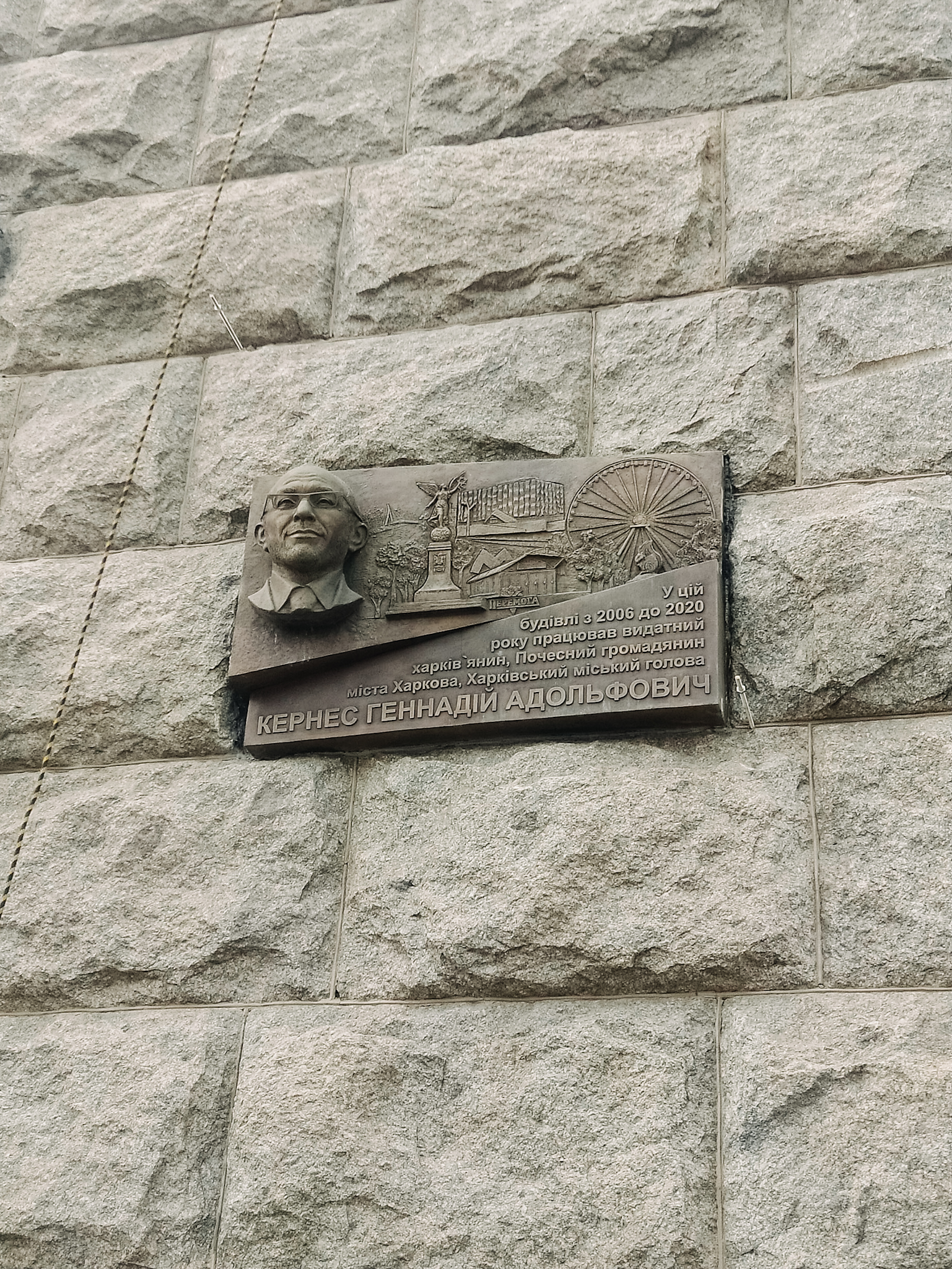
Меморіальна дошка на честь Геннадія Кернеса.
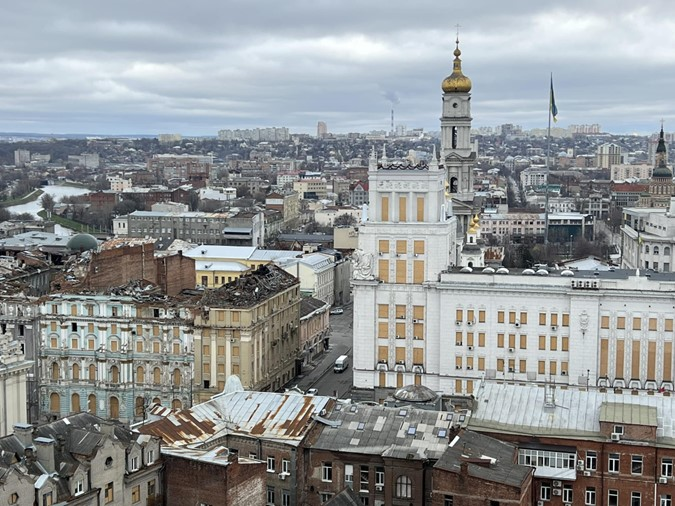
Майдан Конституції (будинок міської ради праворуч) невдовзі після ракетної атаки. 29 березня 2022 року.